# Estación de Aquidauana
La Estación Ferroviaria de Aquidauana fue una construcción destinada al embarque o desembarque de pasajeros de trenes y, de modo secundario, al cargado y descargado de mercancías transportadas. Usualmente se componía de un edificio para pasajeros (y posiblemente para cargas también), además de otras instalaciones asociadas al funcionamiento del ferrocarril. 

## Historia
La estación de Aquidauana fue inaugurada el 21 de diciembre de 1912. Inicialmente la línea debería haber accedido a Aquidauana siguiendo el margen sur del río del mismo nombre, siendo el estudio del ingeniero Guilherme Giesbrecht concluido y entregado el 3 de noviembre de 1909, tras 43 días, recorriendo 76 km del margen del río, señalizando que este sería el peor camino. De ahí que la línea llegase finalmente de Cachoeirão a Aquidauana siempre siguiendo el margen derecho del río, que los cruza en dos ocasiones, siendo la primera de ellas entre las estaciones de Palmeiras y Cachoeirão y la segunda tras la estación de Aquidauana. 
Forma parte de la línea Y. F. Itapura-Corumbá, que fue abierta en 1912. A pesar de esto, por dificultades técnicas y financieras, había cerca de 200 km de rieles pendientes de ser finalizados (tramos Jupiá-Agua Clara y Pedro Celestino-Porto Esperança), hecho que ocurrió poco después de octubre de 1914. En 1917 el ferrocarril es fusionado con el tramo del Ferrocarril Noroeste de Brasil (NOB), que era el tramo paulista Bauru-Itapura. Años después, en 1952, es finalizada la conexión hasta la ciudad de Corumbá, en la frontera con Bolivia y en el año siguiente es concluido el ramal ferroviario de Punta Porã con la inauguración de la estación de la ciudad homónima. En 1975 la línea es incorporada como una subdivisión de la RFFSA. En 1984 la estación seguía operando con gran movimiento.
En 1996 el ferrocarril es finalmente privatizado y entregado en concesión a la Novoeste.
La posible reactivación del Tren del Pantanal (entre Campo Grande y Corumbá) en 2005 por el gobierno de Mato Grosso do Sul y de la Brasil Ferrovias hizo que el Diario O Estado de S. Paulo publicase un reportaje en la edición del 10 de octubre de 2004 sobre el futuro retorno del tren. En el habla sobre la situación de la estación en la actualidad: 

"Aquí los raíles siguen por una alameda arbolada, hasta la estación, en buen estado y cerrada. Dos meses atrás, albergaba la tienda de muebles de Wander Erani. A tienda fue a parar a un depósito de carga vecino. "El ferrocarril pidió la estación", dice Wander
Recorte del Diario O Estado de São Paulo del 10 de octubre de 2004

Hasta noviembre de 2006 el Tren del pantanal no había iniciado las obras. En octubre del mismo año los desvíos de la plataforma fueron retirados, lo que atestigua el reportaje del diario campograndense Correio do Estado publicado en octubre de 2006 (en el que el texto llama como "segunda línea"): 

Los raíles de la segunda línea férrea existentes en la estación ferroviaria de Aquidauana, a 135 kilómetros de Campo Grande, están siendo retirados por operarios de la empresa que presta servicio para la Nova Brasil Ferrovias. El ferrocarril fue responsable del resurgimiento y progreso del municipio. La actitud de la concesionaria revolucionó al Sindicato local de los Ferroviarios. El sindicalista Manoel Vieira Neto afirma que el desmontaje de la línea es grave porque todo el material es patrimonio público que debería ser conservado y no desmontado, criticó. Según el sindicato, la situación se vuelve más grave porque los raíles estarían fijados en tramos en que la línea se deterioró por falta de sustitución del material. Son desmontados aquí para colocar esos raíles en el Carandazal (Pantanal) que tiene uno de los tramos más críticos, con un gran número de accidentes por falta de conservación, aseguró Manoel, director regional del sindicato. Más de 500 metros de raíles ya han sido retirados de la estructura de madera. Clavos de unión y travieses (usados en la fijación de los raíles en las durmientes) están amontonados, listos para ser transportados. Tres góndolas, que son usadas para el transporte de material, ya están en la plataforma de la estación. Para el sindicato, la retirada de la línea imposibilitará la retirada de decenas de vagones y coches de pasajeros que están abandonados, desde hace 10 años, en el área retomada por la prefectura. En su lugar, el municipio inició la limpieza de la construcción de un centro de convenciones y un centro para comercializar productos importados. Resta saber como serán retirados los vagones una vez que la línea sea desmantelada, cuestiona Manoel. Actualmente, la vía de ferrocarril es administrada por la ALL (América Latina Logística). El mantenimiento de los raíles es realizado por la empresa. Quedan solo 30 de los 430 funcionarios que la Novoeste mantenía en Aquidauana, para trabajar en la vía permanente de la RFFSA, privatizada en 1996
recorte del Diario Correio do Estado, de octubre de 2006

En el mes de noviembre de 2008, los coches de pasajeros seguían en la plataforma de la estación abandonados. A principios de 2009 esos vagones fueron trasladados a las afueras de Aquidauana y el 16 de octubre del mismo año acabaron incendiados. En mayo de 2009 el Tren del Pantanal volvió a funcionar.

## Otras estaciones ferroviarias del municipio

### Cachoeirão
La estación de Cachoeirão fue inaugurada el 1 de marzo de 1928. A pesar de esta fecha, existen registros fotográficos que muestran que en 1914 ya existía una estación con el mismo nombre en la misma región. En 1928 aparece en los registros de la publicación oficial de la Noroeste de 1959 y también en la Guía General de los Ferrocarriles de Brasil, en 1960. Existe también un conflicto de informaciones en la misma época: en el mapa del IBGE consta como perteneciente al municipio de Terenos y en la publicación oficial del Noroeste aparece dentro del municipio de Aquidauana.
La estación sigue existiendo y estaba bien conservada en el año 2011 sirviendo como morada. En los desvíos cerca de allí se encuentran tres vagones que funcionan como residencia de mantenimiento de los caminos de la ALL.

### Piraputanga
La estación de Piraputanga fue inaugurada el 31 de diciembre de 1912. Una curiosidad es que la revista Brazil Ferrocarril (importante publicación sobre ferrocarriles de la época) sugería en el año 1914 cambiar el nombre de esta y otras estaciones a Lusaneas, importante nombre que consolidó la línea. Como muchas de las estaciones del tramo entre Campo Grande y Porto Esperança, por mucho tiempo la estación no dispuso de agua potable, obligando al NOB a desplazar semanalmente una composición de vagones cisterna para abastecimiento. En las proximidades de la estación Piraputanga el ferrocarril cruza varias veces el río Aquidauana y también se ve la señal del km 1000

Recuerdo (...) que en el viaje, pasabamos por Duque Estrada, Agachi y Taunay, donde los indios, en la parada del tren, ofrecían pescado frito, naranjas, chipa y otras comidas. El tren pitaba y seguíamos el camino hasta la Princesa do Sul (Campo Grande). Veíamos la linda imagen de las cascadas del río Aquidauana, en Piraputanga. Nuevas paradas, nuevos avisos de los ferroviarios y, a la noche, entrábamos en Campo Grande, viendo las luces de los cuartes, en una larga travesía por la ciudad
Sergio Maidana, Nos Trilhos da Noroeste, 10/2004, Campo Grande, MS

En abril de 2009 varias fuentes revelaban que el Gobierno de MS recuperaba el edificio de la estación local para esperar la llegada finalmente del tren turístico del Pantanal (ahora Pantanal Express), inaugurado dos meses después. El cierre del Tren del Pantanal, a principios de los años 90, tuvo un gran impacto en la vida económica del distrito: 

La gente ganaba mucho dinero en la época del tren y hoy estamos viviendo sin perspectivas. Yo trabajaba de maleta, cargando frutas y mandioca para vender en Corumbá. Yo compraba mercancías aquí y vendía allí. Después de que despareciese el tren, fue muy difícil, tuve que ir a Campo Grande a trabajar de camarero o de guardia para sustentar mi familia
Djalma Joaquim Vieira, 60 años, usuario de la estación, sobre el cierre del Tren del Pantanal, al principio de la década de 1990

### Camisão
La estación de Camisão fue inaugurada el 1 de junio de 1931. El nombre de la estación es un homenaje a un militar de gran importancia en la Retirada de Laguna en la Guerra de Paraguay (Carlos Camisão).

### Hermanos Maringoni
No hay registros de cuando fue inaugurada Hermanos Maringoni. La estación es también un puesto telegráfico con una enorme plataforma entre Camisão y Aquidauana (6 km de esta). Aún hoy hay una dresina de tratamiento de durmientes de la Noroeste. Actualmente la dresina está privatizada y en plena actividad para producir durmientes para producir nuevos ferrocarriles. El tren de pasajeros no paraba allí y por esto tal vez no figuraba en las guías ferroviarias. En 1959 salió una publicación sobre los 55 años de la Noroeste de Brasil mostrando la existencia de un puesto telegráfico situado cerca de 1 km del Centro de Aquidauana. Se realizó una comparación de distancias con la estación de Aquidauana, el puesto mencionado no sería los Hermanos Maringoni. Al año siguiente, la Guía General todavía no citaba el puesto, pero en 1976 ya existía. Existe un conflicto de informaciones. No se sabe si la correcta es una foto tomada por José Bellorio de 1976, u otra foto tomada por Ney Portela, de 2009, que retrata el referido puesto telegráfico, pues una es de madera y la otra de mampostería. La estación localizada por Ney en el Google Maps está a unos 2 km de la estación de Aquidauana. Existen muchas dudas en este caso que todavía no han sido dilucidadas.

### Guía Lopes
La estación de Guía Lopes fue inaugurada el 4 de noviembre de 1930 e inicialmente poseía el nombre de Puesto KM 1062. A pesar de haber sido inaugurado en 1930, hay registros que fijan la fecha de inauguración como 1 de marzo de 1931, pero esa fue la fecha en que se produjo el primer cambio de nombre a Guía Lopes. El nombre Guía Lopes homenajea a uno de los guías que fue héroe militar durante la Retirada de Laguna, de la Guerra de Paraguay. El 1 de junio de 1935 deja de ser puesto y se convierte en estación. El nombre Guía Lopes bautizó también un tren especial de pasajeros del Noroeste de Brasil. Como muchas de las estaciones del tramo entre Campo Grande y Porto Esperança, durante mucho tiempo la estación no dispuso de agua potable, obligando a NOB a desplazar semanalmente una composición de vagones cisterna para abastecimiento. Con el paso de los años la estación acabó siendo demolida y actualmente no queda nada.

### Taunay
La estación de Taunay fue inaugurada el 31 de diciembre de 1912. El nombre Taunay homenajea a un escritor de mismo nombre (Vizconde de Taunay), que escribió el libro La Retirada de Laguna, que habla sobre la epopeya de la Guerra de Paraguay, ocurrida en la región.

Recuerdo (...) que en el viaje, pasabamos por Duque Estrada, Agachi y Taunay, donde los indios, en la parada del tren, ofrecían pescado frito, naranjas, chipa y otras comidas. El tren pitaba y seguíamos el camino hasta la Princesa do Sul (Campo Grande). Veíamos la linda imagen de las cascadas del río Aquidauana, en Piraputanga. Nuevas paradas, nuevos avisos de los ferroviarios y, a la noche, entrábamos en Campo Grande, viendo las luces de los cuartes, en una larga travesía por la ciudad
Sergio Maidana, Nos Trilhos da Noroeste, 10/2004, Campo Grande, MS